# Odoardo Focherini
Odoardo Focherini (né le 6 juin 1907 à Carpi, dans la province de Modène et mort le 27 décembre 1944 à Hersbruck) est un entrepreneur et intellectuel italien, ayant reçu la médaille d'or du Mérite de la République italienne et le titre de Juste parmi les nations, pour avoir été actif en faveur des Juifs durant la Seconde Guerre mondiale, pour lequel il a été arrêté et est mort au camp de concentration de Hersbruck, en Allemagne. Sa béatification a été célébrée le 15 juin 2013 à Carpi.

## Biographie
Odoardo Focherini est né le 6 juin 1907 à Carpi, en Émilie-Romagne. Durant sa jeunesse, il a fréquenté l'école élémentaire et technique. En 1924, il participe à un magazine pour les jeunes et en 1928, il était entré dans l'Action Catholique de son diocèse.
En 1930, Odoardo épouse Maria Marchesi (1909-1989), avec qui il eut sept enfants. En 1934, il a été embauché à l'Assurance Catholique de Vérone, puis il est devenu l'inspecteur de la compagnie d'assurance et a exercé ces fonctions à Modène, Bologne, Vérone et Pordenone.
En 1942, il a commencé ses travaux en faveur des juifs. Puis, à partir de 1943, Odoardo a commencé à collaborer avec Dante Sala, curé de San Martino Spino. Avec lui, il a réussi à créer une organisation souterraine pour y protéger une centaine de juifs.
Le 11 mars 1944, il est arrêté à l'Hôpital de Carpi, alors qu'il y préparait l'évasion d'un juif. Il a été transféré à la prison de San Giovanni in Monte à Bologne. Après plusieurs transferts dans différents camps de concentration, il a été placé dans celui de Hersbruck, où Odoardo y est mort, le 27 décembre 1944.
En 1955, il a reçu la médaille d'or du Mérite de la République italienne.
En 1969, il a été inscrit dans le livre des Justes parmi les nations à Yad Vashem.

## Béatification
En 1996, la phase diocésaine du procès en béatification a été lancée, puis la cause est passée à la phase romaine en 1998.
Le 10 mai 2012, le pape Benoît XVI l'a déclaré martyr et vénérable.
Sa béatification a été célébrée le 15 juin 2013. La cérémonie s'est déroulée à Carpi et a été présidée par le cardinal Angelo Amato, au nom du pape François.

## Fête
Le Bienheureux Odoardo Focherini est liturgiquement commémoré le 27 décembre.